# باله‌پوزه‌ای
باله‌پوزه‌ای (نام علمی: Pterorhynchus) نام یک سرده از تیره پوزه‌منقاران است.